# スクワッド 荒野に棲む悪夢
『スクワッド 荒野に棲む悪夢』（原題：El Páramo）は、2011年のコロンビア・アルゼンチン・スペインのホラー映画。

## あらすじ
1964年に発生したコロンビア内戦によってゲリラと政府軍の間で未だに緊迫状態が続くコロンビア。ある日、山間にある基地との連絡が途絶えてしまう。政府軍は、ゲリラの襲撃によるものだと断定し、9人の特殊部隊員を基地に派遣するが、兵士の姿はなく、鎖に繋がれた一人の女性と日誌を発見する。

## スタッフ
- 監督：ハイメ・オソリオ・マルケス
- 脚本：タニア・カルデナス、ハイメ・オソリオ・マルケス、ディエゴ・ビバンコ
- 製作：フェデリコ・デュラン
- 撮影：アレハンドロ・モレノ
- 編集：フェリペ・ゲレロ、セバスチャン・エルナンデス

## キャスト
- ポンセ：ファン・パブロ・バラガン
- ラモス：ファン・ダビド・レストレポ
- 軍曹：アンドレ・カスタネダ
- 中尉：マウリシオ・ナバス
- 女性：ダニエラ・キャッツ
- コルテス：アレハンドロ・アギラー
- ロブレド：フリオ・セサール・バレンシア
- アランゴ：アンドレス・トーレス
- フェキティバ：ネルソン・カマヨ